# Federación Latinoamericana de Bancos
La Federación Latinoamericana de Bancos (siglas: FELABAN) es una institución sin fines de lucro fundada en 1965 en la ciudad de Mar de Plata, Argentina. A través de sus respectivas asociaciones en 19 países del continente, agrupa a más de 500 bancos y entidades financieras de América Latina.

## Objetivos
Entre sus principales objetivos como institución destacan:
- Fomentar y facilitar el contacto, entendimiento y las relaciones directas entre las entidades financieras de Latinoamérica, sin consideración sobre asuntos de política interna de cada nación.
- Contribuir por medio de sus servicios técnicos a la coordinación de criterios y a la unificación de usos y prácticas bancarias y financieras en general en la región.
- Cooperar dentro de sus propias actividades al desarrollo económico de los países latinoamericanos y al de los movimientos de integración económica en que participen.
- Apoyar por todos los medios a su alcance el desarrollo y bienestar de los países de sus miembros.
- Apoyar una mayor profundización financiera y mayor acceso de los grupos poblacionales de menor ingreso a los servicios financieros, contribuyendo así a la disminución de la pobreza en los países latinoamericanos.

## Congresos internacionales
La Federación Latinoamericana de Bancos organiza varios de los principales congresos latinoamericanos en materia de economía y finanzas, entre ellos:
- Asamblea anual de la Federación Latinoamericana de Bancos
- Congreso latinoamericano de Economía y Banca - CLEC
- Congreso latinoamericano de Auditoría Interna y Evaluación de Riesgos - CLAIN
- Congreso latinoamericano de Comercio Exterior - CLACE
- Congreso latinoamericano de Riesgos - CLAR
- Congreso latinoamericano de Fideicomiso - COLAFI
- Congreso latinoamericano de Tecnología e Innovación Financiera - CLAB
- Congreso latinoamericano de Derecho Financiero - COLADE
- Congreso latinoamericano de Seguridad Bancaria - CELAES
- Congreso latinoamericano de Educación e Inclusión Financiera - CLEIF

## Miembros
Asociaciones o federaciones únicas de bancos de cada país latinoamericano, cuyas solicitudes de ingreso apruebe el Consejo de Gobernadores; y asociaciones de bancos que no sean únicas y/o las instituciones bancarias, individualmente consideradas, domiciliadas en cada país latinoamericano que para efecto de esta FEDERACION unifiquen su representación nacional.
| País                 | Miembros activos                                                                         |
| -------------------- | ---------------------------------------------------------------------------------------- |
| Argentina            | - Comisión Argentina para FELABAN                                                        |
| Bolivia              | - Asociación de Bancos Privados de Bolivia                                               |
| Brasil               | - Federação Brasileira de Bancos- FEBRABAN                                               |
| Chile                | - Asociación de Bancos e Instituciones Financieras de Chile A. G.                        |
| Colombia             | - Asociación Bancaria y de Entidades Financieras de Colombia-ASOBANCARIA                 |
| Costa Rica           | - Asociación Bancaria Costarricense - Banco de Costa Rica - Banco Nacional de Costa Rica |
| Ecuador              | - Asociación de Bancos del Ecuador                                                       |
| El Salvador          | - Asociación Bancaria Salvadoreña-ABANSA                                                 |
| Guatemala            | - Asociación Bancaria de Guatemala                                                       |
| Honduras             | - Asociación Hondureña de Instituciones Bancarias -AHIBA                                 |
| México               | - Asociación de Bancos de México                                                         |
| Nicaragua            | - Asociación de Bancos Privados de Nicaragua                                             |
| Panamá               | - Asociación Bancaria de Panamá                                                          |
| Paraguay             | - Asociación de Bancos de Paraguay                                                       |
| Perú                 | - Asociación de Bancos del Perú                                                          |
| República Dominicana | - Asociación de Bancos Múltiples de la República Dominicana Inc.                         |
| Uruguay              | - Banco de la República Oriental del Uruguay                                             |
| Venezuela            | - Asociación Bancaria de Venezuela                                                       |

Asociaciones o las federaciones de bancos y/o de entidades financieras que no sean únicas de cada país latinoamericano, las corporaciones o asociaciones vinculadas al que hacer financiero y las entidades financieras individualmente consideradas y con domicilio en el área, cuyas solicitudes de ingreso apruebe el Comité Directivo.
| País     | Miembros adherentes                                                  |
| -------- | -------------------------------------------------------------------- |
| Colombia | - Corporación Andina de Fomento-CAF                                  |
| Ecuador  | - Asociación de Administradoras de Fondos y Fideicomisos del Ecuador |
| Honduras | - Banco Centroamericano de Integración Económica-BCIE                |
| Panamá   | - Banco Latinoamericano de Exportaciones - BLADEX                    |
| Paraguay | - Asociación de Bancos y Financieras Paraguayos, ABAFI               |

Asociaciones de bancos y de instituciones financieras, regionales o nacionales, las corporaciones o asociaciones vinculadas al que hacer financiero y las instituciones financieras individualmente consideradas, que tuvieren domicilio fuera del área latinoamericana y cuya solicitud de ingreso fuere aprobada por el Comité Directivo.
| País           | Miembros correspondientes |
| -------------- | --- |
| Bélgica        | - WSBI-World Savings and Retail Banking Institute |
| España         | - Asociación Española de Banca |
| Estados Unidos | - Asociación de Banqueros Internacionales de La Florida-FIBA - Corporación Interamericana de Inversiones - CII - SWIFT. S.C.R.L. - Visa Internacional - MASTERCARD |
| Reino Unido    | - INTERNATIONAL BANKING FEDERATION (IBFED) |